# 카스 팔루그
카스 팔루그(웨일스어: Cath Palug)는 웨일스 신화에 나오는 괴물 고양이다. 귀네드의 헤느웬이라는 암퇘지가 낳았다고 한다. 앵글시섬에 출몰하며 전사 180명을 죽였다가, 아서왕의 부하인 케이에게 퇴치되었다.